# 285 Wschodni Oddział Kolarzy
285 Wschodni Oddział Kolarzy (niem. Ost-Radfahr-Abteilung 285) – oddział wojskowy Wehrmachtu złożony głównie z Ukraińców podczas II wojny światowej.
29 marca 1942 r. spośród b. jeńców wojennych z Armii Czerwonej, głównie Ukraińców, została sformowana 285 Sotnia Kawalerii. Miała sztab i cztery szwadrony. Liczyła 144 żołnierzy. Na jej czele stanął mjr Gustav Witting. Do zadań oddziału, który działał na północnym odcinku frontu wschodniego, należało zwalczanie partyzantki. Jesienią 1942 r. jeden szwadron został wyposażony w rowery. W marcu 1943 r. dowództwo oddziału objął rtm. Freiherr von Maltzahn. 31 marca tego roku sotnia weszła w skład 285 Dywizji Bezpieczeństwa. W październiku przeniesiono ją do okupowanej północnej Francji. Została rozmieszczona w obozie ćwiczebnym w Coëtquidan. Podporządkowano ją 7 Armii. Pozostałe szwadrony wyposażono w rowery, dlatego 4 grudnia sotnia została przekształcona w oddział kolarzy. Do końca 1943 r. przeszła pod zwierzchność XXV Korpusu Armijnego. Od 22 stycznia 1944 r. stacjonowała w Argol, zaś od 8 kwietnia tego roku w Lorient, zamienionym w twierdzę nadmorską. 8 maja 1945 r. skapitulowała wraz z pozostałymi oddziałami niemieckimi.